# كيري مورغان
كيري مورغان (بالإنجليزية: Kerry Morgan)‏ (31 أكتوبر 1988 في المملكة المتحدة - ) هو لاعب كرة قدم بريطاني في مركز الوسط. لعب مع سوانزي سيتي ونادي أوسترسوند ونادي نيث ونيوبورت كونتي وPort Talbot Town F.C. ‏ وCF Balaguer ‏ وMerthyr Town F.C. ‏ ونادي باث سيتي وClevedon Town F.C. ‏.

## وصلات خارجية
- كيري مورغان على موقع قاعدة بيانات كرة القدم.إي يو (الإنجليزية)
- كيري مورغان على موقع Soccerbase.com (لاعب) (الإنجليزية)